# Willy Luers
Renske (Willy) Luers (Amsterdam, 11 november 1901 – Amsterdam, 19 maart 1996) was een Nederlands operettezangeres. 
Ze was dochter van de Groninger Adrianus Luers en Friezen Rensche Vlieger. Ze werd in 1926 de tweede vrouw van operettedirigent Julius Susan. Haar stiefdochter Carole Susan werd chansonnière. Renske Luers werd op 25 maart 1996 gecremeerd op De Nieuwe Ooster waarna haar as over zee werd uitgestrooid.
Van haar opleiding is weinig bekend, maar ze duikt rond 1917 op in de advertenties van De Nederlandsche Opera van Gerhardus Hendricus Koopman. Het zijn dan voorstellingen van Mignon in het toch grote Amsterdamse Paleis voor Volksvlijt. Ze zingt dan in gezelschap van bijvoorbeeld Faniëlla Lohoff Samen met haar man trok ze van operettegezelschap naar operettegezelschap, onder andere dat van Louis Bouwmeester jr.. Ze vormde in 1926 enige tijd een duo met Johan Heesters. In 1959 werd ze voor het KRO-programma Tierelantijnen geïnterviewd door Jan Blaaser; bovendien zong ze daar weer voor het eerst. Het leverde een stroom positieve reacties op. Ze verdween echter weer in de anonimiteit.